# Enrique Vidallé
Enrique Bernardo Vidall (7 de maio de 1952) é um ex-goleiro argentino que atuou entre os anos 70 e 80.
Jogou pela Seleção Argentina a Copa América de 1979 substituindo Fillol.
Enrique Villé atuou em 6 jogos como goleiro titular da seleção argentina em 1979: 2 nos amistosos e 4 pela Copa América.
Foi campeão argentino em 1984 e da Libertadores da América de 1985 pelo Argentinos Juniors.
Jogou por:
- Boca Juniors
- Palestino
- Gimnasia y Esgrima
- Estudiantes
- Huracán
- Argentinos Juniors

Títulos:
Argentinos Juniors
- Primeira Divisão: 1984, 1985
- Libertadores da América: 1985
- Copa Interamericana: 1986